# Alosa volgensis
Alosa volgensis är en fiskart som först beskrevs av Berg, 1913.  Alosa volgensis ingår i släktet Alosa och familjen sillfiskar. IUCN kategoriserar arten globalt som utdöd. Inga underarter finns listade i Catalogue of Life.